# ペチェネグ

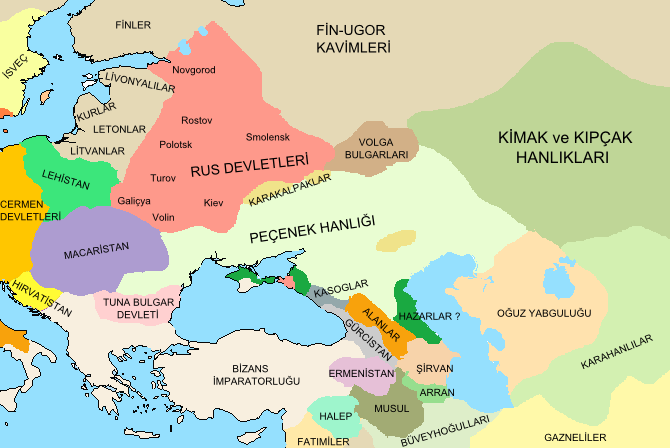
ペチェネグとその周辺国。

ペチェネグ（英：Pechenegs）は、8世紀から9世紀にかけてカスピ海北の草原から黒海北の草原（キプチャク草原）で形成された遊牧民の部族同盟。
9世紀末に遊牧民のハザール人とオグズ人の圧迫によって黒海北岸の草原に移住し、そこからフィン・ウゴル系の遊牧民マジャル人（後のハンガリー人）、ならびにスラヴ系の農耕民ウールィチ人、ティーヴェルツィ人を追い出した。10世紀を通じてキエフ・ルーシ、ブルガリア、ハンガリー王国、ビザンツ帝国などの隣国と抗争を繰り広げた。11世紀末に、遊牧民のポロヴェツ（クマン、キプチャク）に圧迫されてドナウ川を越え、ビザンツ帝国領内へ移住した。残った人々は、ポロヴェツに同化した。
ペチェネグ人の系統に最も近い現存する民族はガガウズ人である。

## 名称
「ペチェネグ」とはテュルク系の言葉で「義兄弟」を意味する。また、中国史書に鉄勒（てつろく、[tʰiet lək] テュルク）の構成部族として記されている「北褥 [pək nuok]」はペチェネグの転写とされている。

## 歴史
ペチェネグは初め、アラル海とシルダリヤ中流域の間に住んでいたが、9世紀の初めに侵入してきたテュルク系のオグズに敗れ、ウラル山地南のエンバ川とその西のヴォルガ川の間に移住した。その後しばらくはその地で交易と遊牧に従事していたが、830年頃にハザールとオグズに攻められたため、ハザール従属下にあるレベディアのマジャルを追い出してその地に居座った。こうしてペチェネグはヴォルガ川下流域からドナウ川河口までの広大な草原地帯を占めることとなり、キエフ・ルーシ，ブルガリア，マジャルにとっては大きな脅威となった。
第一次ブルガリア帝国のシメオン1世（在位：893年 - 927年）は南の東ローマ帝国と敵対し、それと組んでいる北のマジャルとも敵対していた。そこでシメオン1世はマジャルの東に位置するペチェネグと同盟を組んでマジャルの脅威に対処した。ブルガリアの要請を受けたペチェネグはマジャルを攻撃し、マジャルを南ルーシからパンノニア平原にまで追い出した（896年）。
時に、南ルーシの草原ではハザール可汗国の権威が失墜したため、ペチェネグがそれに代わっていた。そのため東ローマ帝国はペチェネグと同盟を結び、またブルガリアと対抗するためその北のキエフ・ルーシとも同盟を結んだ。しかし、ペチェネグとキエフ・ルーシは敵対関係にあったため、東ローマ帝国としては両面外交となった。
10世紀になると、ペチェネグは東西に分裂する。

黒海を中心としたペチェネグ人の勢力図(1030年)

971年、キエフ大公のスヴャトスラフ1世（在位：945年 - 972年）はブルガリアに侵攻して大打撃をあたえ、その地に居座ろうとした。しかし、これを脅威と感じた東ローマ帝国はキエフ・ルーシを追い払うべく、ペチェネグを使ってキエフ・ルーシ軍を壊滅させ、スヴャトスラフ1世を戦死させた。この時ペチェネグはスヴャトスラフ1世の頭蓋骨を盃（髑髏杯）にしたという 。
ペチェネグは915年から1世紀以上にわたって絶えずキエフ・ルーシに侵入を繰り返してきたが、1036年になってキエフ大公ヤロスラフ1世（在位：1016年 - 1054年）の軍に大敗したため、その従属下に入る。
また、その他のペチェネグは11世紀中ごろにドナウ川を渡り、東ローマ帝国領となった旧ブルガリアに侵入した。ペチェネグはその地で旧ブルガリアの反乱分子に加担するなど、東ローマ帝国の新たな脅威となったが、東ローマ皇帝アレクシオス1世コムネノス（在位：1081年 - 1118年）の要請を受けたポロヴェツ（クマン、キプチャク）の攻撃を受けて壊滅状態となった（1091年）。
12世紀に入ると、ペチェネグは民族としての解体を始め、ブルガール，ポロヴェツ，マジャルなどの間に吸収されていった。一部のペチェネグ人はローシ川，ブーグ川沿岸に住み、同じテュルク系のトルク人，ベレンデイ人，コウイ人，トゥルペイ人とともに黒頭巾（チョールヌイエ・クロブキ）と呼ばれ、ルーシ諸侯の同盟者となり、ポロヴェツ人の侵入を防いだり、軍隊の供給などを行った。

## 政治体制
ペチェネグの政治体制は典型的なアルタイ系遊牧民と同様で、集会を開いて首長の選出などを決定した。遊牧国家の集会はその領内に散らばる諸部族が一か所に集結するため、招集をかけてから数週間かかる部族もいるが、ペチェネグの場合はそれが一週間で足りたという。それはペチェネグの機動力が優れていることを示している。
ペチェネグの「首都」というものはなかったが、中心地としては考古遺物が多数出土しているローシ川の付近と考えられている。

## 言語系統
ペチェネグの言語はテュルク諸語のオグス語派とされ、中国の史書に鉄勒（てつろく、テュルク）の一部族として記されていることからも、テュルク系と推測される。しかし、ペチェネグの構成部族にはイラン系のサルマートや、フィン・ウゴル系の諸族も加わっているため、すべてがテュルク系とは限らない。また、初期のペチェネグはトカラ語の一種を使用していたという説もある。